# Ponzano Romano
Ponzano Romano là một đô thị ở tỉnh Roma trong vùng Latium thuộc Ý, có cự ly khoảng 40 km về phía bắc của Roma. Tại thời điểm ngày 31 tháng 12 năm 2004, đô thị này có dân số 1.061 người và diện tích là 19,3 km².
Ponzano Romano giáp các đô thị: Civita Castellana, Civitella San Paolo, Collevecchio, Filacciano, Forano, Nazzano, Sant'Oreste, Stimigliano.